# Arnica cordifolia
Espèce
Classification phylogénétique
Arnica cordifolia, l'Arnica à feuilles cordées, est une espèce de plantes herbacées de la famille des Asteraceae. Elle est originaire d'Amérique du Nord.
C'est une plante toxique.

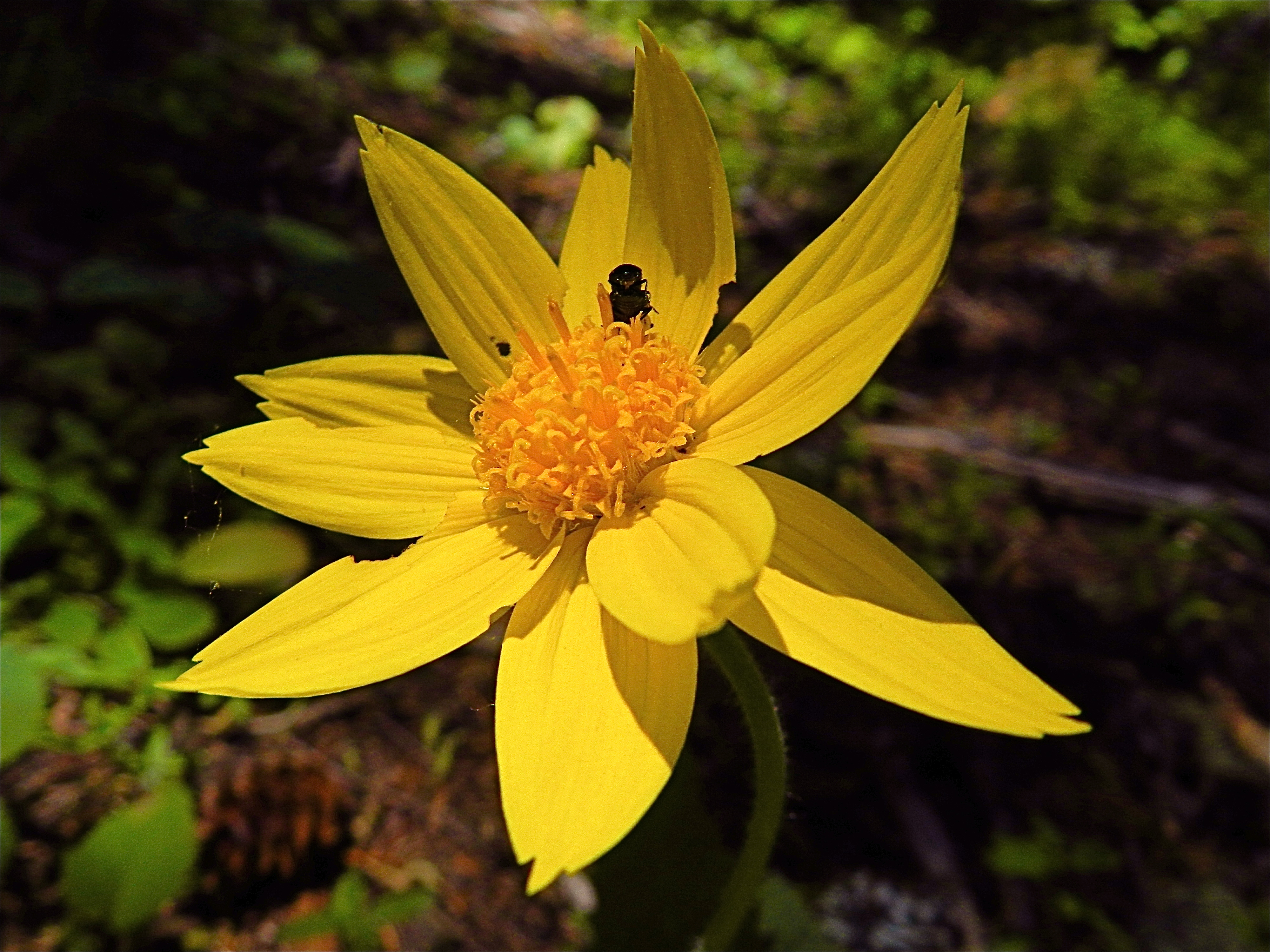
Détail de la fleur.
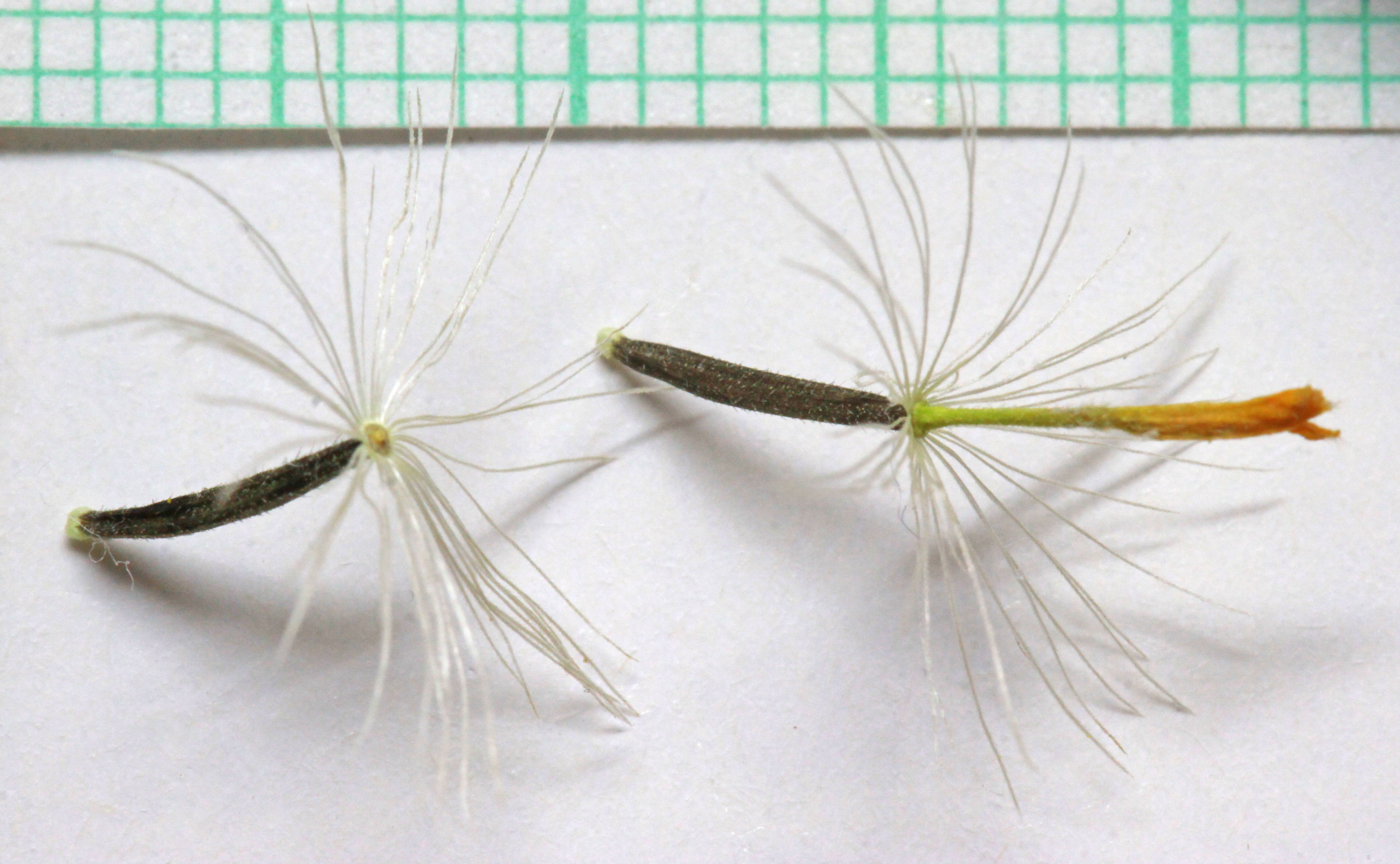
2 fruits.